# Luis Alberto Lacalle
Luis Alberto Lacalle de Herrera, född 1941 i Montevideo, Uruguay, är en uruguayansk politiker och advokat. 
Han var Uruguays president 1990–1995.

## Utmärkelser
- Storkors av Södra korsets orden,  1991
- Storkedja av Kondorens orden,  1991
- Hedersdoktor vid Universidad Complutense,  1992[3]
- Kedja av Isabella den katolskas orden,  1992[4]
- Riddare med storkors av Sankt Mikaels och Sankt Georgsorden,  1993
- Galiciens guldmedalj,  1994[5]
- Uruguays militärförtjänstmedalj,  18 maj 2011[6][7]
- Hedersdoktor vid Tel Aviv University,  2017[8]
- Chilenska förtjänstorden
- Storkors av Republiken Polens förtjänstorden
- Ecuadors nationella förtjänstorden
- San Martín Befriarens orden
- Hedersdoktor vid Hebreiska universitetet i Jerusalem

[Redigera Wikidata]